# Alexandre Sebastião André
Alexandre Sebastião André "Asa" (Cambambe, 11 de outubro de 1961) é um militar, jurista e político angolano da Convergência Ampla de Salvação de Angola - Coligação Eleitoral (CASA–CE). Foi membro da Assembleia Nacional de Angola.

## Carreira
Entre 1985 e 1988 serviu como Chefe Adjunto do Departamento Geral do Estado Maior General das Forças Armadas Populares de Libertação de Angola (FAPLA), e; de 1988 a 1998 serviu como Chefe do Gabinete Jurídico do Instituto de Geografia e Cartografia de Angola, órgão vinculado ao Ministério da Defesa
Em 1991 desfiliou-se do Movimento Popular de Libertação de Angola (MPLA) para fundar o Partido da Juventude Operária e Camponesa de Angola (PAJOCA), servindo, entre 1991 e 1998, como vice-presidente da agremiação. Consegue, inclusive, ser eleito o único deputado do PAJOCA para a Assembleia Nacional de Angola nas eleições gerais em Angola em 1992.
Em 1998 é eleito presidente do PAJOCA, cargo que ocupa até 2008. Em função da presidência partidária, entre 1999 e 2008 torna-se membro do Conselho da República.
A derrota eleitoral do PAJOCA em 2008, e a sua extinção em 2009, fizeram Alexandre Asa liderar a fundação do "Partido de Apoio para Democracia e Desenvolvimento de Angola – Aliança Patriótica" (PADDA-AP).
Em 2012 aceitou o convite de Abel Chivukuvuku para fundar uma nova coligação eleitoral, a Convergência Ampla de Salvação de Angola (CASA-CE). A CASA-CE uniu o PADDA-AP com diversos outros partidos menores, conseguindo um relevante resultado eleitoral aas eleições de 2012 quando Alexandre Asa volta ao parlamento.
Na sequência de sua reeleição ao parlamento em 2017, em maio de 2018 foi eleito vice-presidente da CASA-CE, e em 2019 líder do Grupo Paralamentar da CASA-CE. Para as eleições gerais de Angola de 2022, a coligação o indicou como vice-cabeça de lista.